# Diecéze leribská
Diecéze Leribe je římskokatolickou diecézí nacházející se v Lesothu.

## Stručná historie a současnost
Byla ustanovena dne 11. prosince 1952 bulou Quod solet papeže Pia XII, z části území diecéze Maseru.
Patří do církevní provincie Maseru. Hlavním chrámem je katedrála Svaté Moniky.
K roku 2007 měla diecéze 230 639 věřících, 22 diecézních kněží, 10 řeholních kněží, 1 stálého jáhna, 16 řeholníků, 226 řeholnic a 17 farností.

## Seznam biskupů
- Emanuel Mabathoama, O.M.I. (1952 - 1961)
- Ignatius Phakoe, O.M.I. (1961 - 1968)
- Paul Khoarai (1970 - 2009)
- Augustinus Tumaole Bane, O.M.I. (od 2009)